# Kirk Franklin

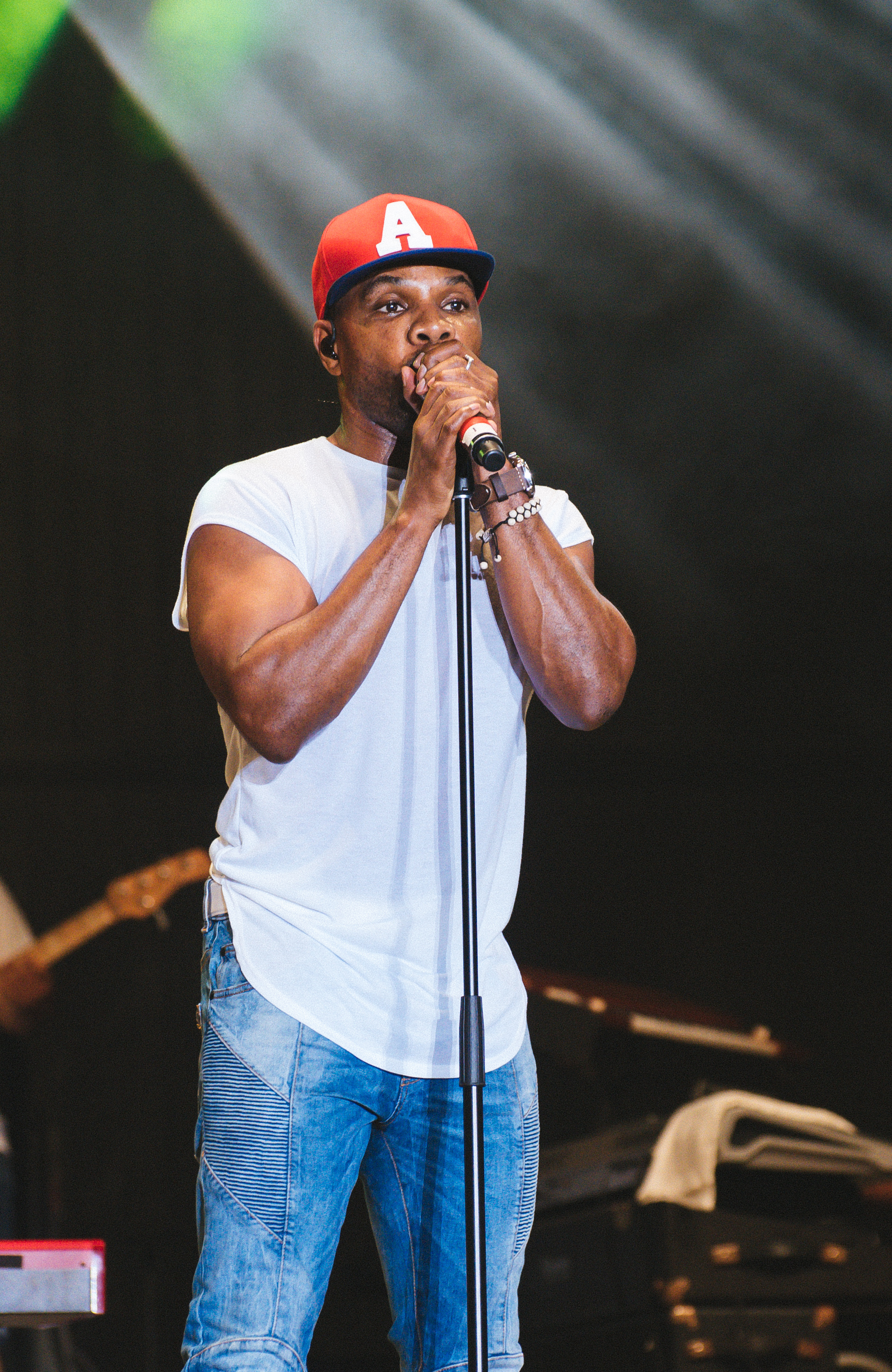
Kirk Franklin (2017)

Kirk Franklin (* 26. Januar 1970 in Fort Worth, Texas) ist ein US-amerikanischer Gospel-Musiker.

## Biographie
Kirk Franklin wuchs bei seiner Großtante Gertrude Franklin auf, sie war zur Zeit seiner Geburt 64 Jahre alt. Mit vier Jahren begann er sich für das Klavierspiel zu interessieren und erhielt seinen ersten Klavierunterricht. Später sang er im Kirchenchor und übernahm schon mit elf Jahren die Leitung des Mt. Rose Baptist Church Adult Choir.
Als Jugendlicher gründete er die Gospelgruppe The Humble Hearts. Die Aufnahme einer Eigenkomposition Franklins beeindruckte den amerikanischen Gospelchorleiter Milton Bigham so, dass er den damals 20-Jährigen einlud, den Chor des Gospel Music Workshop of America Convention von 1990 zu leiten. 1992 gründete er die Family mit der er 1993 sein erstes erfolgreiches Gospel-Album Kirk Franklin & Family auf den amerikanischen Markt brachte. Seitdem zählt er zu den wichtigsten Interpreten in der amerikanischen Gospelszene.

## Musik
Seine Musik, die zumeist von Shaun Martin arrangiert wurde, zeichnet sich durch große Vielfalt aus: von ruhigen Balladen wie Lean on Me schlägt er die Brücke zu Funk und Hip-Hop in Titeln wie Brighter Day und My Desire oder zur Latin- und Salsamusik in He reigns. Typisch für seine Musik sind lange einstimmige Chorpassagen (oftmals nur von den Frauenstimmen gesungen) und Franklins kurze Shouts, mit denen er Sänger und Band anfeuert. Ein weiteres Markenzeichen Kirk Franklin’s bei seinen Liveauftritten ist seine Tanzperformance auf der Bühne.

## Diskografie

### Studioalben
| Jahr | Titel                                  | Höchstplatzierung, Gesamtwochen, AuszeichnungChartplatzierungen (Jahr, Titel, Platzierungen, Wochen, Auszeichnungen, Anmerkungen) | Höchstplatzierung, Gesamtwochen, AuszeichnungChartplatzierungen (Jahr, Titel, Platzierungen, Wochen, Auszeichnungen, Anmerkungen) | Anmerkungen                                                             |
| Jahr | Titel                                  | US | R&B | Anmerkungen                                                             |
| ---- | -------------------------------------- | --- | --- | ----------------------------------------------------------------------- |
| 1995 | Kirk Franklin and the Family Christmas | US60 Gold · (8 Wo.)US | — | Erstveröffentlichung: 7. November 1995 als Kirk Franklin and the Family |
| 1997 | God’s Property                         | US3 ×3Dreifachplatin · (54 Wo.)US                                                                                                 | R&B1 (77 Wo.)R&B | Erstveröffentlichung: 27. Mai 1997 als Kirk Franklin’s Nu Nation        |
| 1998 | The Nu Nation Project                  | US7 ×2Doppelplatin · (49 Wo.)US                                                                                                   | R&B4 (77 Wo.)R&B | Erstveröffentlichung: 22. September 1998 als Kirk Franklin’s Nu Nation  |
| 2000 | Kirk Franklin Presents 1NC             | — | — | Erstveröffentlichung: 8. Februar 2000                                   |
| 2005 | Hero                                   | US13 Platin · (57 Wo.)US | R&B4 (104 Wo.)R&B | Erstveröffentlichung: 20. September 2005                                |
| 2007 | The Fight of My Life                   | US33 Gold · (23 Wo.)US | R&B7 (62 Wo.)R&B | Erstveröffentlichung: 18. Dezember 2007                                 |
| 2011 | Hello Fear                             | US5 Gold · (39 Wo.)US | R&B3 (78 Wo.)R&B | Erstveröffentlichung: 22. März 2011                                     |
| 2015 | Losing My Religion                     | US10 (14 Wo.)US | R&B3 (45 Wo.)R&B | Erstveröffentlichung: 13. November 2015                                 |
| 2019 | Long Live Love                         | US20 (1 Wo.)US | R&B12 (1 Wo.)R&B | Erstveröffentlichung: 31. Mai 2019                                      |
| 2023 | Father’s Day                           | US148 (1 Wo.)US | — | Erstveröffentlichung: 6. Oktober 2023                                   |

### Livealben
| Jahr | Titel                        | Höchstplatzierung, Gesamtwochen, AuszeichnungChartplatzierungen (Jahr, Titel, Platzierungen, Wochen, Auszeichnungen, Anmerkungen) | Höchstplatzierung, Gesamtwochen, AuszeichnungChartplatzierungen (Jahr, Titel, Platzierungen, Wochen, Auszeichnungen, Anmerkungen) | Anmerkungen                                                           |
| Jahr | Titel                        | US | R&B | Anmerkungen                                                           |
| ---- | ---------------------------- | --- | --- | --------------------------------------------------------------------- |
| 1993 | Kirk Franklin & the Family   | US58 Platin · (36 Wo.)US | R&B6 (108 Wo.)R&B | Erstveröffentlichung: 29. Juni 1993 als Kirk Franklin and the Family  |
| 1996 | Whatcha Lookin’ 4            | US23 Platin · (58 Wo.)US | R&B3 (73 Wo.)R&B | Erstveröffentlichung: 30. April 1996 als Kirk Franklin and the Family |
| 2002 | The Rebirth of Kirk Franklin | US4 Platin · (47 Wo.)US | R&B1 (80 Wo.)R&B | Erstveröffentlichung: 19. Februar 2002                                |
| 2022 | Kingdom: Book One            | US151 (1 Wo.)US | — | Erstveröffentlichung: 17. Juni 2022 mit Maverick City Music           |

### Kompilationen
| Jahr | Titel                                               | Höchstplatzierung, Gesamtwochen, AuszeichnungChartplatzierungen (Jahr, Titel, Platzierungen, Wochen, Auszeichnungen, Anmerkungen) | Höchstplatzierung, Gesamtwochen, AuszeichnungChartplatzierungen (Jahr, Titel, Platzierungen, Wochen, Auszeichnungen, Anmerkungen) | Anmerkungen                             |
| Jahr | Titel                                               | US | R&B | Anmerkungen                             |
| ---- | --------------------------------------------------- | --- | --- | --------------------------------------- |
| 2006 | Kirk Franklin Presents: Songs for the Storm, Vol. 1 | US74 (6 Wo.)US | R&B9 (23 Wo.)R&B | Erstveröffentlichung: 7. November 2006  |
| 2011 | Setlist: The Very Best of Kirk Franklin – Live      | — | R&B59 (3 Wo.)R&B | Erstveröffentlichung: 27. Dezember 2011 |
| 2012 | The Essential Kirk Franklin                         | — | R&B50 (5 Wo.)R&B | Erstveröffentlichung: 24. Januar 2012   |

Weitere Kompilationen
- 2002: A Season of Remixes

### Singles
| Jahr | Titel Album                                   | Höchstplatzierung, Gesamtwochen, AuszeichnungChartplatzierungen (Jahr, Titel, Album, Platzierungen, Wochen, Auszeichnungen, Anmerkungen) | Höchstplatzierung, Gesamtwochen, AuszeichnungChartplatzierungen (Jahr, Titel, Album, Platzierungen, Wochen, Auszeichnungen, Anmerkungen) | Anmerkungen |
| Jahr | Titel Album                                   | US | R&B | Anmerkungen |
| ---- | --------------------------------------------- | --- | --- | --- |
| 1998 | Lean on Me The Nu Nation Project              | US79 (5 Wo.)US | R&B26 (8 Wo.)R&B | Erstveröffentlichung: 22. September 1998 feat. Mary J. Blige, Bono, R. Kelly, Crystal Lewis and the Family                      |
| 1998 | Revolution The Nu Nation Project              | — | R&B59 (12 Wo.)R&B | Erstveröffentlichung: 1998 feat. Rodney “Darkchild” Jerkins                                                                     |
| 2005 | Looking for You Hero                          | US61 (20 Wo.)US | R&B5 (60 Wo.)R&B | Erstveröffentlichung: 2005 |
| 2006 | Imagine Me Hero                               | US— GoldUS | R&B52 (20 Wo.)R&B | Erstveröffentlichung: 2006 |
| 2007 | Declaration (This Is It) The Fight of My Life | — | R&B35 (20 Wo.)R&B | Erstveröffentlichung: 23. Oktober 2007                                                                                          |
| 2008 | Jesus The Fight of My Life                    | — | R&B96 (1 Wo.)R&B | Erstveröffentlichung: 2008 |
| 2010 | Are You Listening –                           | — | R&B28 (18 Wo.)R&B | Erstveröffentlichung: 2010 Kirk Franklin Presents Artists United for Haiti Benefiz-Single zugunsten von Erdbebenopfern in Haiti |
| 2011 | I Smile Hello Fear                            | US85 Platin · (5 Wo.)US | R&B12 (45 Wo.)R&B | Erstveröffentlichung: 15. Februar 2011                                                                                          |
| 2011 | Before I Die Hello Fear                       | — | R&B89 (2 Wo.)R&B | Erstveröffentlichung: 2011 |
| 2015 | Wanna Be Happy? Losing My Religion            | US— GoldUS | R&B38 (2 Wo.)R&B | Erstveröffentlichung: 2015 |

Weitere Singles
- 1995: Now Behold the Lamb (als Kirk Franklin and the Family)
- 1997: Stomp (mit God’s Property feat. Cheryl “Salt” James)
- 2001: Thank You (mit Mary Mary)
- 2002: Brighter Day
- 2004: Why We Sing (US: Gold)
- 2007: September
- 2011: A God like You
- 2015: Something About The Name Jesus (US: Gold)
- 2016: 123 Victory
- 2016: Intercession
- 2017: My World Needs You (feat. Sarah Reeves, Tasha Cobbs & Tamela Mann)
- 2018: If You Don’t Mind (mit Ledisi)
- 2018: Never Alone (Tori Kelly feat. Kirk Franklin)
- 2019: Love Theory (US: Gold)
- 2019: Just for Me
- 2019: OK
- 2020: Together (For King & Country feat. Kirk Franklin & Tori Kelly; US: Gold)
- 2023: All Things
- 2023: Try Love
- 2023: Needs

### Videoalben
- 2002: The Rebirth of Kirk Franklin (US: Gold)
- 2003: Kirk Franklin and the Family (US: Gold)

## Auszeichnungen
- Grammy Awards: Zwischen 1997 und 2020 wurde Kirk Franklin 25 Mal für einen Grammy nominiert und bekam 16 Auszeichnungen:[5]
  - 1997: bestes zeitgenössisches Soul-Gospel-Album für Whatcha Lookin’ 4
  - 1998: bestes Gospelchor-Album für God’s Property from Kirk Franklin’s Nu Nation
  - 1999: bestes zeitgenössisches Soul-Gospel-Album für The Nu Nation Project
  - 2007: bester Gospelsong für Imagine Me
  - 2007: bestes zeitgenössisches R&B-Gospel-Album für Hero
  - 2009: bester Gospelsong für Help Me Believe
  - 2009: bestes zeitgenössisches R&B-Gospel-Album für The Fight of My Life
  - 2012: bester Gospelsong für Hello Fear
  - 2012: bestes Gospelalbum für Hello Fear
  - 2016: beste Darbietung / bester Song Gospel für Wanna Be Happy?
  - 2017: beste Darbietung / bester Song Gospel für God Provides
  - 2017: bestes Gospelalbum für Losing My Religion
  - 2019: beste Darbietung / bester Song Gospel für Never Alone
  - 2019: bestes Gospelalbum für Hiding Place
  - 2020: beste Darbietung / bester Song Gospel für Love Theory
  - 2020: bestes Gospelalbum für Long Live Love